# Maison au 1, rue des Serruriers à Sélestat
La maison au 1, rue des Serruriers est un monument historique situé à Sélestat, dans le département français du Bas-Rhin.

## Localisation
Ce bâtiment est situé au 1, rue des Serruriers à Sélestat.

## Historique
L'édifice fait l'objet d'une inscription au titre des monuments historiques depuis 1930.

## Architecture

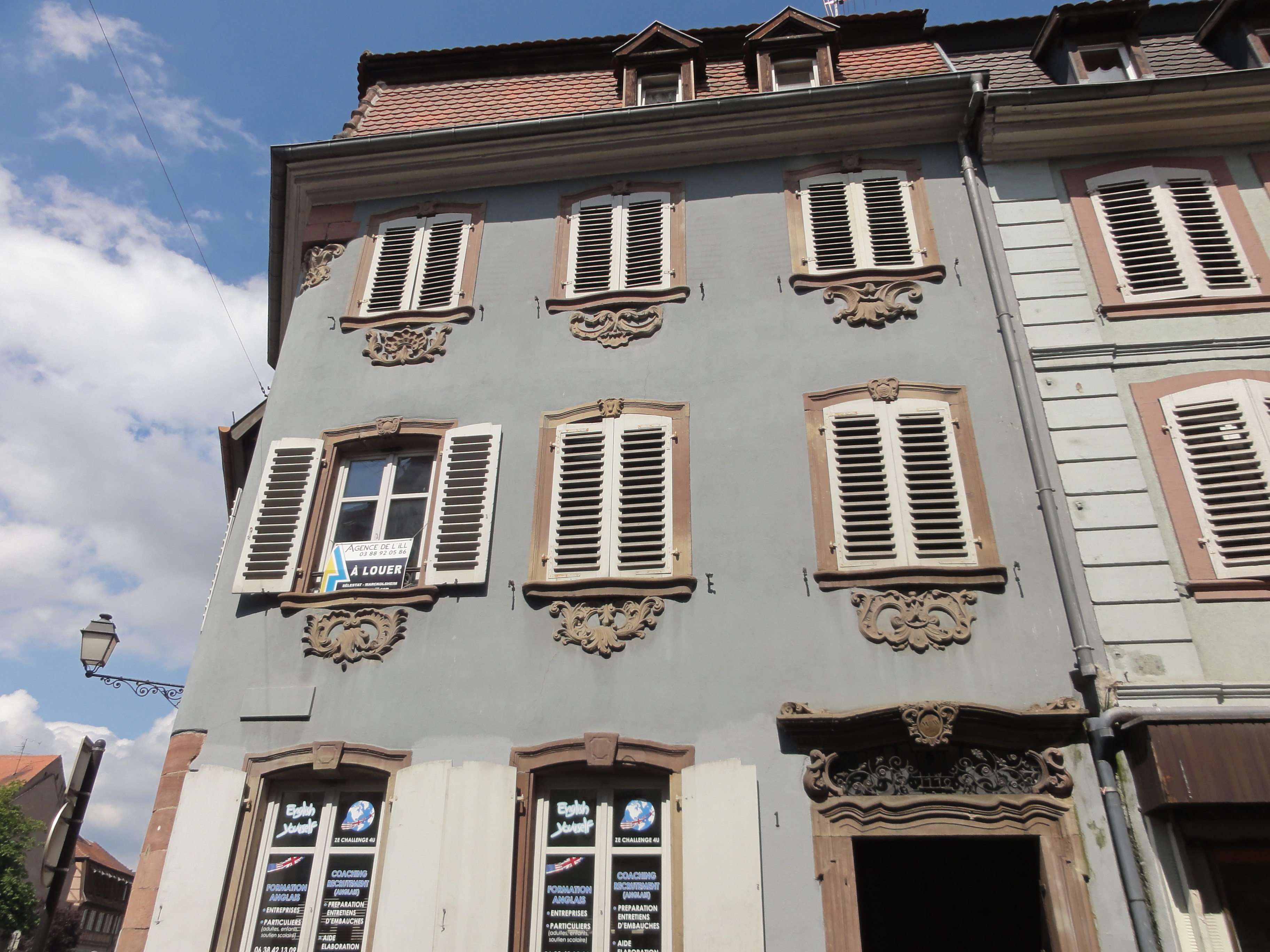
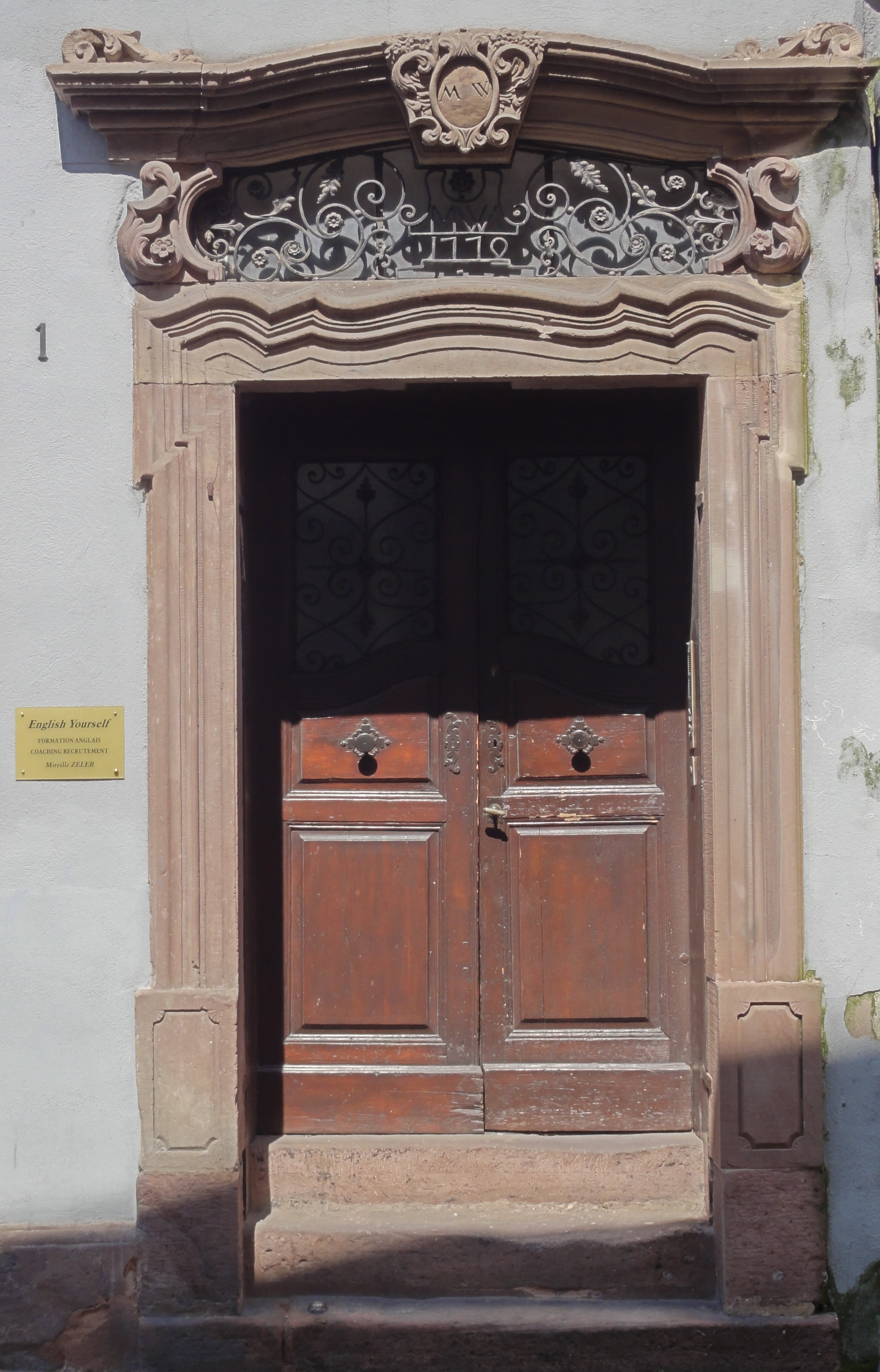